# Algar do Carvão
L'Algar do Carvão (littéralement : « caverne de charbon ») est un ancien tunnel de lave ou évent volcanique situé dans la partie centrale de l'île de Terceira dans l'archipel des Açores, au Portugal.
Il se trouve dans la paroisse civile de Porto Judeu (en) et dans la municipalité d'Angra do Heroísmo.

## Toponymie
Le mot algar désigne en portugais une cavité naturelle qui, à la différence de la plupart des grottes et cavernes, a une orientation plutôt verticale, comme un puits. Carvão signifie « charbon » en portugais et fait allusion à la couleur noire de la roche.

## Géographie et description
Terceira abrite quatre grands volcans (Pico Alto, Santa Bárbara, Guilherme Moniz et Cinco Picos) regroupés le long d'une fissure basaltique qui parcourt l'île du nord-ouest au sud-est. L'Algar do Carvão est étroitement lié à la caldeira du volcan Guilherme Moniz, mais fait partie du même complexe que Santa Barbara à l'ouest, Pico Alto au nord et Guilherme Moniz, tout près au sud. L'ouverture du puits est à 583 m d'altitude. Un passage vertical d'environ 45 m de profondeur mène à un éboulis de débris et de gravier, qui conduit, 45 m plus bas, à une lagune de 15 m de profondeur maximale et de 400 m2 d'étendue maximale, nourrie par les pluies et presque asséchée dans les mois d'été.
En s'infiltrant dans les roches et scories, l'eau s'est enrichie d'oxyde de fer et de silice. En se libérant et en se déversant dans la lagune, elle dépose ces minéraux sur les voûtes, sur les parois intérieures et sur le sol sous forme de stalactites et de stalagmites de silice amorphe de couleur blanc-laiteux ou de veines ferreuses rougeâtres. On distingue également des couches de basalte noir qui s'agrippent encore à certaines parois trachytiques.

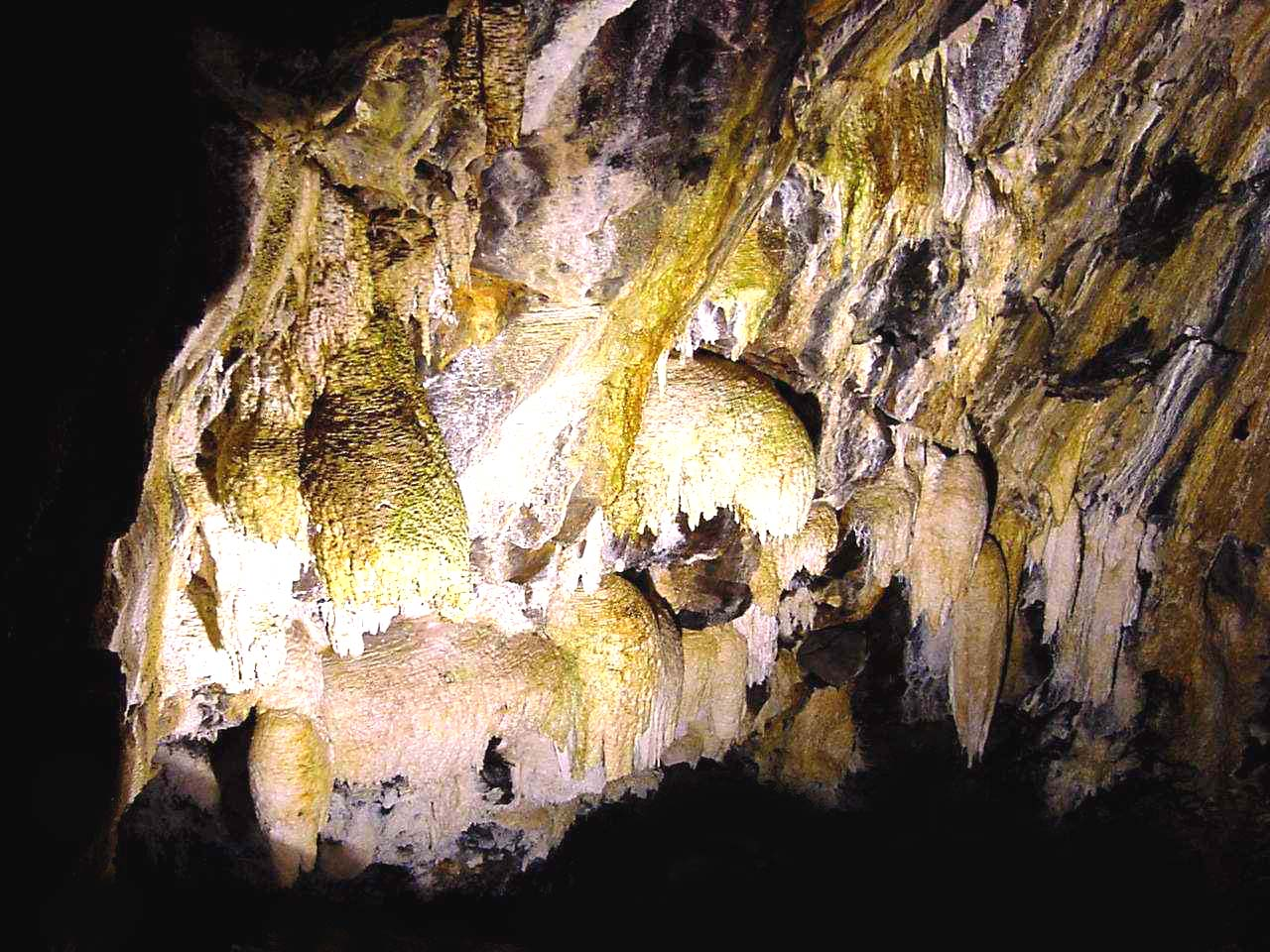
Algar do Carvão, stalactites.

## Histoire géologique
L'édifice volcanique complexe de Guilherme Moniz (pt), qui commença à se former il y a plus de 400 000 ans, fut secoué il y a environ 3 000 ans par une éruption résultant en de vastes épanchements de laves. Un millénaire plus tard, une nouvelle éruption, basaltique cette fois, donna naissance à un volcan de type strombolien, le Pico do Carvão. Sous la résistance de la couverture de lave trachytique, les gaz formèrent la zone de la lagune et les deux voûtes la recouvrant. Plus tard, les laves basaltiques ouvrirent non loin de là l'actuelle cheminée et se frayèrent un passage vers l'extérieur. Le magma redescendit vers les conduits plus profonds et la chambre magmatique, laissant un vide qui donna naissance à la grotte proprement dite. Les coulées de lave très fluide carbonisèrent la végétation existante. La datation de l'un des fossiles issus de cette phase permettent de déterminer à un siècle près l'âge de l'Algar do Carvão, qui serait d'environ 2 150 ans.

## Premières descentes et aménagement
L'existence de la caverne était connue depuis longtemps, mais sa profondeur, sa verticalité et son obscurité rendaient périlleuse toute exploration. Cândido Corvelo et Luis Sequeira ont accompli la première descente le 26 janvier 1893, s'aidant d'une simple corde. Le deuxième à s'y aventurer fut Didier Couto, en 1934. Il traça la première carte grossière de l'intérieur, qui, basée uniquement sur des observations visuelles (plutôt que sur des prises de mesures), s'avéra finalement assez précise.
Le 18 août 1963, un groupe d’enthousiastes a organisé une descente au moyen d'une plate-forme suspendue à une corde en nylon et, plus tard, d'un harnais. Avec le perfectionnement des systèmes d'éclairage portables, il fut possible de réexaminer les observations faites jusqu'alors et de pénétrer jusqu'aux endroits les plus éloignés et les plus étroits de la grotte. Le site a été ouvert au public à la fin du XXe siècle.

## Flore et faune
Au niveau de la « bouche » de l'Algar, on trouve des espèces comme Ilex perado, Erica azorica (pt), Laurus azorica, Vaccinium cylindraceum, quelques fougères comme Blechnum spicant, Polypodium macaronesicum, Culcita macrocarpa et Elaphoglossum hirtum (en) ainsi que diverses bryophytes, pour la plupart épiphytes, ayant pour supports les espèces arbustives présentes sur place. On passe ensuite à une strate herbacée où sont représentées des espèces comme Lysimachia azorica (pt), le lierre grimpant (Hedera helix), divers Carex, Leontodon rigens (pt), Luzula purpureosplendens (pt) et la brunelle commune (Prunella vulgaris). Diverses espèces de mousses, parmi lesquelles Alophosia (en) azorica et Calypogeia (en) azorica, et d’hépatiques s’y sont aussi récemment implantées. Plus bas, on ne rencontre plus que des fougères et quelques bryophytes. La biodiversité se réduit considérablement. Enfin, dans la pénombre, il ne reste plus que les algues diatomées, les chlorophytes  et autres moisissures.
Pour ce qui est de la faune, les vertébrés sont représentés par différents oiseaux qui cherchent ici refuge. Une visite nocturne est propice à l'observation d'oiseaux comme le moineau (Passer domesticus), le merle noir (Turdus merula azorensis) et le pinson des arbres (Fringila coelebs). On trouve occasionnellement des lapins morts après leur chute dans le cratère. On n'a pas relevé l'existence de rats, de chauves-souris ou d'autres vertébrés. Par contre, l'Algar possède une richesse considérable d'arthropodes cavernicoles et on y a identifié de nombreuses espèces troglobies, telles qu'une araignée endémique des Açores, Turinyphia cavernicola, le centipède Lithobius obscurus (en) azorae, le collembole Pseudosinella ashmoleorum et le coléoptère Trechus terceiranus.